# Таємниці Еноли Голмс
«Таємниці Еноли Голмс — це підліткова серія детективних романів американської письменниці Ненсі Спрінгер, у якій Енола Голмс ⏤ 14-річна сестра вже відомого Шерлока Голмс, старшого на двадцять років. У серії сім книг, усі написані з 2006 – 2021 рік.
Коли їх мати зникає, брати Еноли, набагато старші за неї, Шерлок і Майкрофт Голмсі, вирішують віддати її до школи проти її волі. Натомість за допомогою матері, яка надала дочці приховані кошти та складний шифр для спілкування з нею, Енола втікає до Лондона, де починає таємну кар’єру приватного детектива, що спеціалізується на розслідуванні зниклих безвісти. Крім того, Енола повинна випередити своїх братів, які мають намір схопити її та змусити її відповідати їхнім очікуванням.
Ця художня серія книг запозичує персонажів і обстановку з усталеного канону Шерлока Голмса, але персонаж Енола створений Спрінгер і є специфічним для цією серією. Перша книга «Справа про зниклого маркіза» та п’ята «Справа про таємничий кринолін» були номіновані на премію Едгара за найкращу підліткову загадку у 2007 та 2010 роках відповідно.
У 2020 році літературний серіал був екранізований з Міллі Боббі Браун у головній ролі та Генрі Кавіллом у ролі Шерлока Голмса.

## Розвиток
До того, як написати «Таємниці Еноли Голмс», Ненсі Спрінгер уже опублікувала книги, які переосмислюють Мордреда та Робін Гуда. Спрінгер розробила ідею Еноли Холмс разом із її редактором Майклом Гріном. Грін спочатку попросив її дослідити «найглибший, найтемніший Лондон часів Джека Різника». Після деяких досліджень вона зрозуміла, що Шерлок Голмс був заснований у той самий період, що й Джек Різник. Спрінгер відкинула ідею зробити головну героїню дочкою Шерлока, але подумала, що ідея молодшої сестри може спрацювати.
Щоб написати серію книг, Спрінгер досліджувала Англію вікторіанської епохи як за допомогою історичних досліджень, так і за допомогою книжок-розмальовок, які, за її словами, допомагають «візуалізувати деталі» під час написання.  Вона посилалася на «Анотований Шерлок Голмс » Вільяма Берінг-Гулда . Для неї не склало особливих труднощів використання мови того періоду, оскільки вона добре зналася на вікторіанській літературі. 
Створюючи образ Еноли, Спрінгер вирішила зробити її сестрою Холмса, оскільки вважала Холмса доречним в ролі батька. Різниця у віці між Енолою та Шерлоком пояснюється тим, що Енола була «помилковою дитиною».  Щоб назвати головну героїню, вона дослідила романтичні назви епохи і взяла назву міста, неподалік від якого вона тоді проживала. 
Статус Шерлока як холостяка та його «незрозумілість щодо жінок» також зіграли свою роль у створенні Еноли Голмс, оскільки це дозволило Спрінгер написати персонажа, що «міг би засліпити його час від часу». 
Спрінгер також заявила, що Енола частково заснована на її власному житті. Сама вона набагато молодша за своїх двох старших братів, які пішли в коледж до того, як вона досягла статевої зрілості. Мати Ненсі теж була художницю, яка талановито малювала квіти аквареллю. Через рак, менопаузу та ранню форму деменції мати Спрінгер проводила з нею менше часу, коли їй виповнилося 14 років. Крім того, як і Енола, Спрінгер «була худимм, кістлявим, незграбним хлопчиськом, що лазить по деревах, з волоссям, яке треба було б вимити», і була «самотньою і книжковою». 
У фільмі Енола пояснює, що її ім'я, написане задом наперед, означає «самотня», що описує її самотній характер.

## Огляд книг
На чотирнадцятий день народження Еноли її мати зникає. Шерлок і Майкрофт, брати Еноли, приходять до висновку, що її мати пішла добровільно. Енола спустошена, але зрештою виявляє складні шифри, написані її матір’ю, які приводять її до висновку, що вона пішла жити з ромським народом і щоб втекти від обмежень вікторіанського суспільства. Енола дізнається, що її мати залишила гроші, які допоможуть їй втекти. Коли Майкрофт, найстарший брат, наполягає на тому, щоб Енола пішла в школу-інтернат і навчилася бути справжньою леді, вона замість цього втікає до Лондона. Протягом книг Енола вирішує численні справи про зниклих людей, включаючи порятунок доктора Джона Ватсона, уникаючи спроб її братів схопити її.

### Справа про зниклого маркіза(2007)
Коли мати Еноли зникає, Енола звертається до своїх старших братів Шерлока та Майкрофта, які вважають її неважливою. Налякана планами братів відправити її в інтернат і перспективою носити корсет, вона втікає. Одягнена як вдова, вона зустрічає інспектора Лестрейда, який разом із Шерлоком працює над справою про зникнення молодого віконта лорда Тьюксбері. Ледве не розкрившись, вона знаходить таємну схованку, яка, здається, є схованкою молодого віконта. Дізнавшись, що він утік, вона вирушає його шукати. Прибувши до Лондона, Енола виявляє, що місто не є чарівним місцем її уяви. Ті самі люди, які викрали віконта, який не має вуличного розуму, викрадають Енолу. Після втечі з віконтом вона підкуповує жінку, щоб вона купила їм одяг. Сховавшись у поліцейській відділку прямо під носом у Шерлока, Енола тікає, залишивши на лавці лише нарис підозрюваного.

### Справа лівші(2007)
Енола намагається знайти леді Сесілі Алістер, яка зникла зі своєї спальні. Енола, переодягнувшись, розмовляє з родиною леді Сесілі, яка вважає, що вона втекла з сином торговця. Енола знаходить кілька дивних картин, які змушують її сумніватися в цьому, і відправляється шукати їх дочку.

### Випадок дивних букетів(2008)
Супутник Шерлока, доктор Джон Ватсон, зник безвісти. Енола знаходить букет квітів, призначений для Ватсона. Використовуючи мову квітів, вона виявляє загрозу та вирушає на пошуки зниклого лікаря та його викрадача. Вона знаходить його в божевільні. Двом поліцейським сказали, що він божевільний, і його твердження, що він Ватсон, лише посилили їхню віру. Але він божевільний чи вони брешуть?

### Випадок дивного рожевого віяла(2008)
Енола допомагає старій знайомій, леді Сесілі, втекти від примусового шлюбу з двоюрідним братом молодої леді (такі речі були звичайною справою, щоб зберегти майно в сім’ї). Рятуючись від злої людини та його мастифа, Енола потрапляє прямо в біду. Тим часом вона не знає, що Шерлок лише на кілька кроків позаду неї.

### Справа таємничого криноліну(2009)
Енола повертається до свого житла та виявляє, що хтось викрав її господиню, місіс. Таппер. Після розслідування пограбованого житла вона збагнула, що викрадачі шукали таємне повідомлення, заховане в старій криноліновій сукні місіс Таппер. Енола відносить плаття Флоренс Найтінгейл, яка зустріла місіс Таппер у Кримській війні. Після кількох візитів до Найтінгейл Енола дізнається, що Найтінгейл займалася шпигунством під час війни. Таким чином, Найтінгейл попросила місіс Таппер провести записку в її креналіні назад до Англії, але не знала, що вдова війни була глуха і не розуміла її. Енола також розуміє, що Найтінгейл прикидається інвалідом, щоб уникнути відвідування світських заходів, очікуваних від заможної жінки. Вона усвідомлює, що ці функції займуть час від написання листів для досягнення соціальних реформ для нужденних. Під час відвідин Найтінгейл Енола підозрює, що хтось стежить за нею. Оскільки особа могла мати відношення до справи та становити небезпеку для пані. Задля безпеки Таппер та власної безпеки вона переїжджає до Професійного жіночого клубу.
Після вирішення справи вона разом з місіс Таппер повертається додому. Енола збирає свої речі, збираючись йти. З’ясувавши це, місіс Таппер робить те саме. Місіс Таппер зрештою йде з Енолою. Вона тікає, побачивши наближення Шерлока. Шерлок розмовляє з Найтінгейл, і вона розкриває причину втечі Еноли від своїх братів, описуючи жахи інтернатів і корсетів.

### Прощання з циганкою(2010)
Нарешті, у шостому справі Еноли Шерлок приходить до висновку, що Енола швидко дозріла до здібної молодої жінки, і допомагає своїй сестрі не тільки знайти її кар'єру, але й нарешті переконати їхнього старшого брата Майкрофта в її майстерності.
Зрештою, брати й сестри Голмс повністю примиряються за допомогою останнього закодованого повідомлення від матері, спартанської казки, розшифрованої за допомогою керма велосипеда. З цією резолюцією Майкрофт, ще більше вражений витонченими діловими домовленостями Еноли та задоволений її проживанням у Професійному жіночому клубі, надає Енолі її свободу та погоджується фінансувати її навчання. Енола, у свою чергу, прощає Майкрофта, приймає його пропозицію, одночасно оголосивши, що вона, ймовірно, продовжить свою кар'єру приватного детектива. Зі свого боку, Шерлок приймає Енолу як колегу по професії та зазначає, що з нетерпінням чекає її майбутніх досягнень.

### Енола Холмс і Чорний Баруш(2021)
Енола працює з Шерлоком, щоб розкрити правду про смерть Флоссі Радкліфф, графині Данхенч (ім'я при народженні Гловер). 

### Енола Голмс і хлопчик у ґудзиках(2021)
Енола Голмс, набагато молодша сестра Шерлока і Майкрофта, володіє будівлею в центрі Лондона 19 століття, місцем, яке вона використовує під псевдонімами для своєї розслідувальної роботи. Там працює брамник — Джодді, молодий хлопець у формі, прикрашеній ґудзиками, — якого ще молодший брат замінює, коли той хворіє. Але Педді зникає після одного дня на роботі, і Енолу Голмс попереджає про це все ще хворий Джодді.
Сповнена рішучості знайти зниклого брамника, Енола їде в жорстокий район Лондона, де живуть хлопчики, і починає шукати зниклого хлопчика в районі Альдгейт Памп. Коли вона знаходить зниклі ґудзики, але не хлопчика, вона вирішує, що для порятунку зниклого хлопчика необхідні рішучі дії. 

## Аналіз
«Таємниці Еноли Голмс» були класифіковані як приклад нео-вікторіанської літератури для молоді, частково через використання автором вікторіанського жіночого одягу як методу показати розширення жіночих можливостей через головну героїню.   За словами Емі Монтц, Ненсі Спрінгер переписує «соціальні та особисті очікування щодо моди».  Для Монтц корсет є одним із основних предметів одягу в оповіданнях вікторіанської епохи, оскільки «він водночас публічний і приватний, чоловічий і жіночий, утилітарний і декоративний, потрібний і зневажливий».  У серії книг про Енолу Холмс корсет є частиною «захисту, [...] маскараду [...] і місця для зберігання», про що висвітлюється в різних книгах. 
У статті про «Трілогію Джемми Дойл» Лібби Брей і «Таємниці Еноли Голмс» Ненсі Спрінгер Соня Фріц також класифікує ці серії книг як частину неовікторіанського руху та розповідає про те, як ці історії досліджують концепцію сили дівчат.  На думку Фріц, у книгах Спрінгер персонажі публічно відповідають суспільним нормам, але «під цим шаром респектабельності та конформізму [...] криється зовсім інше життя, сповнене мужності, самостійності та дії».  За словами Фріц, Енола описується читачеві як маюча «нетрадиційну незалежність» з початку оповідання, де вона описується як одягнена в старий одяг свого брата, що позначає її як томбоя. Вона також зазначає, як перед перспективою відправлення до закінчення школи Енола вирішує втекти, що показує її як «зразком одного з жіночих ідеалів, які можна знайти в силі дівчат». 
Різноманітні маскування, які використовувала Енола протягом усього серіалу, демонструють розуміння персонажем жіночності як чогось «скоріше продуктивного, ніж важливого», особливо через використання нею корсета як місця для зберігання грошей або як частини броні. :48-49 Для Фріц цей підрив жіночої моди як маскування чи таємного спілкування пропонує «одночасне уявлення про вікторіанський період і сучасну модель жіночої сили». :51

## Рецепція
Перша книга «Справа про зниклого маркіза» та п’ята «Справа про таємничий кринолін» були номіновані на премію Едгара за найкращий підлітковий детективний роман у 2007 та 2010 роках відповідно.    Карен Макферсон у Pittsburgh Post-Gazette назвала Енолу «дуже привабливою героїнею».  У рецензії на першу книгу Children's Book and Play Review повторила цю заяву, назвавши Енолу «яскравим і милим персонажем». Рецензія також похвалила роман за «швидкий темп і напруженість», а також за інтеграцію в ньому вікторіанської культури, але відзначила, що він «завершується дещо жваво».  Центр підліткової літератури Carthage College описав другу книгу як «суцільну історичну загадку» із «задовільним і несподіваним кінцем», незважаючи на те, що вона «трохи повільна на початку». 

## Адаптації

### Графічна новела
Серіал був адаптований у Франції як графічні новели письменницею та художницею Сереною Бласко та опублікований Jungle! у своїй колекції Miss Jungle.  Перші три графічні новели були опубліковані в Сполучених Штатах IDW.  

### Фільм
9 січня 2018 року було оголошено, що Міллі Боббі Браун стане продюсером і головною героїнею в серії фільмів, заснованій на книгах Еноли Холмс.  8 лютого 2019 року ЗМІ повідомили, що режисером фільму стане Гаррі Бредбір, а адаптацією сценарію займатиметься Джек Торн .  Хелена Бонем Картер грає матір Еноли Холмс, а Генрі Кавілл грає Шерлока Холмса.  21 квітня 2020 року Netflix викупив права на розповсюдження фільму, на відміну від прокату в кінотеатрах через пандемію COVID-19 .   Фільм вийшов на екрани 23 вересня 2020 року. Продовження було анонсовано 13 травня 2021 року  .
У вересні 2020 року співпродюсер і зірка Міллі Боббі Браун і режисер Гаррі Бредбір визнали свої наміри створити продовження Еноли Холмс. Це оригінальна історія, заснована на справжньому страйку сірничниць 1888 року та житті робітничої активістки Сари Чепмен. Бредбір вважав, що це надихаюча феміністична розповідь, і вона показала тему спільної роботи: «Енола, щоб розвиватися, має працювати з іншими, а не покладатися лише на себе. Це історія, яка йде від «я» до «ми», і це історія сестринства». 
У квітні 2021 року, як повідомляється, розроблявся сиквел, у якому Браун і Кавілл повторять свої ролі Еноли Холмс і Шерлока Холмса.  Сем Клафлін не зміг повернутися в роль Майкрофта Холмса через конфлікти в розкладі, на великий сум Бредбіра та команди, хоча відсутність Майкрофта дозволила їм більше зосередитися на Шерлоку.  У травні 2021 року проект був офіційно підтверджений Netflix.   Повідомляється, що за роль Браун заплатили 10 мільйонів доларів , що стало найвищою зарплатою для актора віком до 20 років на момент виходу фільму. 

## Позов
23 червня 2020 року спадок сера Артура Конан Дойла подав позов у Нью-Мексико проти, зокрема, Ненсі Спрінгер, Legendary Pictures, PCMA Productions і Netflix, посилаючись на порушення авторських прав і торгових марок. Це стосується останніх десяти оповідань сера Артура Конан Дойла, які ще не опубліковані, хоча на момент подання чотири насправді були. У позові конкретно згадується те, що Холмс став більш емоційним в останніх десяти творах, представляючи більш «людську» сторону Шерлока, чого він не представляв в оригінальних роботах до воскресіння персонажа після «Останньої проблеми». Згідно з позовом, «Таємниці Еноли Холмс» і адаптації порушують торговельну марку та авторські права на це конкретне зображення Холмса, оскільки історії все ще знаходяться в періоді переходу між авторським правом і суспільним надбанням.  
18 грудня 2020 року позов було відхилено з упередженням. 

## Дивіться також
- Хлопчик Шерлок Холмс[38]
- Молодий Шерлок Холмс (книги)[39]
- Пастиші Шерлока Холмса[40]
- Юрус Холмс[41] — сестра Шерлока і Майкрофта в телесеріалі 2010 року «Шерлок»

## Зовнішні посилання
- Офіційний сайт
- Conan Doyle Estate Ltd. v. Springer docket on CourtListener[en]